# 芬兰学
芬兰学（Fennistiikka）是一门人文学科，研究芬兰历史、语言、文化、社会等。其教学和研究课题包括但不限于芬兰语在不同情况和环境中的使用，从句法、语音或形态学角度分析芬兰语的结构。视图和语言的其他变体。既可以从共时的角度审视当前形势，也可以从历时的角度探讨这些领域，在这种情况下，重点是历史变化和芬兰语言的发展。
该学科在芬兰的赫尔辛基大学、图尔库大学、坦佩雷大学、于韦斯屈莱大学、奥卢大学、东芬兰大学和瓦萨大学均有开设，是芬兰-乌戈尔语语言研究的一部分。在芬兰以外，德国的格赖夫斯瓦尔德大学和科隆大学也开设了芬兰学。